# Cornel Turturea
Cornel Turturea (n. 1941, Cislău, România) este un fost luptător român, practicant de lupte greco-romane. A obținut medalia de argint la Campionatele Mondiale⁠(d) din 1967 și 1969⁠(d) și s-a clasat pe locul V la Campionatele Europene⁠(d) din 1966⁠(d).
A fost membru al clubului sportiv „Dinamo București” al Ministerului Afacerilor Interne și a avut gradul de sublocotenent (în 1968).

## Distincții
- Medalia „Meritul Sportiv” clasa I (8 mai 1968) „pentru contribuția deosebită adusă la dezvoltarea mișcării de cultură fizică și sport și pentru merite deosebite în activitatea sportivă de performanță, cu prilejul împlinirii a 20 de ani de la înființarea Clubului sportiv «Dinamo»-București al Ministerului Afacerilor Interne”[3]